# Indaiatuba
Indaiatuba är en stad och kommun i Brasilien och ligger i delstaten São Paulo. Kommunen ingår i Campinas storstadsområde och hade år 2014 cirka 227 000 invånare.